# 秋葉の水
秋葉の水（あきばのみず）は、滋賀県高島市中野に位置する湧水。水源は、高島市に位置する阿弥陀山である。古くから水源として地元住民に利用されてきた。水道設備の充実と共に需要は減少し一度は閉鎖されたが、2004年に再び湧水として利用されるようになった。

## 概要
秋葉神社の麓に湧出する。
水温はおおよそ11 °Cから13 °Cと一年を通して安定しており、夏にはその冷たさから、瓜が割れるほど冷たい水という意味で、「瓜割りの水」として親しまれてきた。夏には、流しそうめんなどのイベントが行われる。